# 아샤 (러시아)

아샤(러시아어: Аша́)는 러시아 첼랴빈스크주에 위치한 도시로, 아신스키군의 행정 중심지이다. 심강(벨라야강의 지류)에 자리잡고 있으며, 주도인 첼랴빈스크 시에서 서쪽으로 377km 떨어져 있다. 인구는 2010년 조사 기준 31,881명.
1989년 6월 4일 열차에서 대형 가스 폭발이 일어나 1200여 명의 사상자가 나온 우파 철도 참사가 이 도시의 인근에서 발생했다.

## 같이 보기
- 아지가르다크